# Guido (Zabrze)
Guido (Zabrze) – dzielnica Zabrza, miasta w Województwie Śląskim. Jest znana z znajdującej się w niej kopalni Guido, założonej w 1855 roku przez hrabiego Guido Henckel von Donnersmarcka, od którego nazwiska pochodzi nazwa dzielnicy i kopalni.
Dzielnica ma charakter przemysłowo-mieszkalny i leży w południowej części miasta. Mimo że kopalnia zakończyła działalność wydobywczą, to od 2007 roku funkcjonuje jako obiekt turystyczny i muzeum, umożliwiając zwiedzanie podziemnych chodników nawet 320 metrów pod ziemią – to jedno z najgłębiej dostępnych muzeów górnictwa w Europie.